# Трејнер (Пенсилванија)
Трејнер (енгл. Trainer) град је у америчкој савезној држави Пенсилванија.

## Демографија
По попису из 2010. године број становника је 1.828, што је 73 (-3,8%) становника мање него 2000. године.
| Група             | 2000.         | 2010.         |
| Белци             | 1.656 (87,1%) | 1.358 (74,3%) |
| Афроамериканци    | 175 (9,2%)    | 345 (18,9%)   |
| Азијати           | 3 (0,2%)      | 10 (0,5%)     |
| Хиспаноамериканци | 48 (2,5%)     | 101 (5,5%)    |
| Укупно            | 1.901         | 1.828         |